# Pararge kulzcinskii
Pararge kulzcinskii är en fjärilsart som beskrevs av Prüffer 1920. Pararge kulzcinskii ingår i släktet Pararge och familjen praktfjärilar. Inga underarter finns listade i Catalogue of Life.